# Ojleus
Ojleus (gr. Οἰλεύς Oileús, łac. Oileus) – w mitologii greckiej król Lokrydy; jeden z Argonautów.
Zasłynął dzielnością i odwagą. Ojleus brał w młodości udział w wyprawie Argonautów do Kolchidy. Obok wyspy Aretiady został zraniony przez miedziane pióro stymfalijskiego ptaka, który obsypał swoimi piórami Argonautów. Został jednak uleczony przez Asklepiosa, lekarza, który uczestniczył w wyprawie Argonautów.
Kiedy wojna trojańska się rozpoczęła, Ojleus był już stary, więc nie uczestniczył w niej. Wysłał na nią jednak swoich dwóch synów, Ajaksa i Medona. Ajas (zw. Małym), chociaż był mały, był jednym z najlepszych achajskich kopijników. Medon dowodził wojskami tesalskiego władcy Filokteta.